# Femme for DKNY
Femme for DKNY Jeans — лінія одягу, створена американською співачкою/акторкою Гіларі Дафф для Донни Каран, яка була в обігу обмежений час. Лінія була вперше анонсована у випуску журналу Fashion Rules в листопаді 2008, де також інформували, що попередня лінія одягу Дафф, Stuff by Hilary Duff, буде припинена, оскільки Дафф більше не мала повного контролю за нею. В інтерв'ю із журналом Дафф також зазначила, що має бажання створювати одяг для жінок її віку.
Перше офіційне анонсування Femme відбулося 5 лютого 2009 у журналі Women's Wear Daily. Дафф зазначила, що хоче створювати багатофункціональний одяг, такий як туніки із знімними шарфами, облягайні джинси з адаптаційною петлею на поясі, тіси із знімними та надрукованими підвісками. Лінія Femme for DKNY поступила на продаж в серпні 2009 із цінами, які варіювалися від $39 до $129.

## Просування
Офіційне анонсування Femme for DKNY відбулося 5 лютого 2009 у журналі Women's Wear Daily, де також містилися скетчі та фото Гіларі Дафф у власноствореному одязі. У вересні 2009 у виданні журналу InStyle містилися ексклюзивні фотографії Дафф у одязі з нової лінії, які були зроблені фотографом Томасом Вайтсайдом.
Разом із Софі Среж та Грейсі Карвалхо, Дафф моделювала для рекламної кампанії осінньої Femme for DKNY Jeans. Фотосесія, котра проходила в Манхеттені, була виконана фотографом Скотом Шуманом. Ці рекламні фотознімки мали відображати індивідуальний стиль нью-йоркців. Ці фотознімки з'явилися на офіційному сайті DKNY та були опубліковані у багатьох модних журналах, таких як Teen Vogue, Cosmopolitan, Company та Kiss.
З 21 серпня 2009 Дафф розпочала викладати кожної п'ятниці по епізоду свого інтернет міні-серіалу на YouTube, який називається "The Chase".
У вересневому виданні журналу Seventeen та Us Weekly опублікувалися додаткові фотознімки з колекції, в які входили фото Дафф при котячі ході по подіуму та фото інших моделей.
4 вересня колекція Femme, в якій містилось 30 різних екземплярів одягу, була вперше відкрита для купівель.

## The Chase
The Chase — міні-серіал, який Дафф розпочала в YouTube на своєю офіційному каналі для подкастів. Прем'єра першого відео відбулася 21 серпня 2009 із планами випускати новий епізод щоп'ятниці. Перший епізод під назвою «Chapter One: The Beginning» переглянули 22 тис. разів за перший тиждень.
28 серпня додано ще два відео, «Chapter Two: Suspect Ryan» та «Chapter Three: Suspect Ruby». Обидва мали тривалість у 20 секунд та були зняті в європейських містах: події відео «Ryan» відбуваються в Амстердамі, події «Ruby» — у Парижі. Обидва ролики показують Дафф у різних екземплярах одягу від Femme.
Глави 4 та 5 виклали 4 вересня. «Chapter 4: Suspect Layla» показує Дафф у блискучому капюшоні та чорних легінсах в Шанхаї. «Chapter 5: Suspect Kim» показує Дафф у бомбер-куртці та сірих джинсах у Нью-Йорку. Події «Chapter 6: Closing In» відбуваються в поліцейському департаменті, де два полісмени переглядають файли перед дошкою для оголошень із фотознімками з Дафф із попередніх роликів.
17 вересня відбувся випуск останнього відео «The Final Chapter» з тривалість у понад 3 хвилини. Відео починається із показу Дафф із розпущеним білявим волоссям у синьо-зеленому светрі перед екраном кінотеатру. Два детективи заходять у кінотеатр і Дафф виходить із приміщення. Вони йдуть за нею, а Дафф зникає за кутом будівлі. Раптово вони стикаються з дівчиною з чорним волосся і запізно впізнають у ній Дафф у перуці. Дівчина направляється до нічного клубу, куди за нею йдуть детективи. Там Дафф з'являється в різноманітних образах: від короткого білявого волосся до довгого коричневого, від блискучої зеленої сукні до срібної туніки із чорними легінсами. Детективи втрачають її в натовпі. У кінці Дафф іде по провулку, де позаду неї на стінах розклеєно постери з її фото та надписом «У розшуку». Відео закінчується посиланням на офіційний вебсайт.